# Урзула Андрес
Урзула Андрес (Остермундиген, 19. март 1936) је швајцарска глумица. Била је главни секс-симбол током шездесетих година, а најпознатија је по томе јер је глумила прву Бонд девојку у филму Доктор Но.

## Биографија
Урзула Андрес је рођена у Остермундигену, Берн (Швајцарска). Отац јој је био Немац, а мајка Швајцаркиња. Њен отац Ралф Андрес је био немачки дипломата, а нестао је током Другог светског рата. Урзула има четири сестре и једног брата. Говори течно немачки, енглески, италијански и француски језик.
Урзула је почела своју каријеру као модел у Риму, да би касније глумила у неколико италијанских филмова. Њена најпознатија улога је Хони Рајдер, прве Бондове девојке у филму Доктор Но. Касије је глумила са Елвисом Преслијем у филму Fun in Acapulco, а четири године касније игра у филмској пародији о Џејмсу Бонду у филму Казино Ројал. Позирала је нага за Плејбој 1965. године.

## Породични живот
Била је удата 1957. године за глумца и режисера Џона Дерека, али брак се распао након што је она имала аферу са глумцем Жаном-Полом Белмондом. Урзула је излазила са многим популарним глумцима као што су: Шон Конери, Марлон Брандо и Џејмс Дин. Има једног сина који се зове Дмитри са глумцем Харијем Хaмлином.

## Награде
- Добитница је Златног глобуса као најбоља новајлијка (женска).
- Изабрана је од стране обожаватеља Џејмс Бонда за најбољу Бондову девојку.
- Изабрана је од стране Empire magazine међу 100 најсексепилнијих звезда у филмској историји.

## Филмографија
| Улоге Урсуле Андрес |                   |               |             |          |
| Година              | Српски назив      | Изворни назив | Улога       | Напомена |
| 1962.               | Доктор Но         |               | Хони Рајдер |          |
| 1963.               | Забава у Акапулку |               |             |          |
| 1963.               |                   |               |             |          |
| 1965.               |                   |               |             |          |
| 1965.               | Она               |               |             |          |
| 1965.               |                   |               |             |          |
| 1966.               |                   |               |             |          |
| 1967.               |                   |               |             |          |
| 1967.               | Казино Ројал      |               |             |          |
| 1971.               | Црвено сунце      |               |             |          |
| 1981.               | Борба титана      |               | Афродита    |          |
| 1997.               |                   |               |             |          |